# Sint-Legierskerk (Soks)
De Sint-Legierskerk (Frans: Église Saint-Léger) is de parochiekerk van de gemeente Soks in het Franse Noorderdepartement.

## Geschiedenis
De toren werd eind 15e en in de loop van de 16e eeuw gebouwd. De kerk leed grote schade tijdens de godsdiensttroebelen in de tweede helft van de 16e eeuw en werd eind deze eeuw en begin 17e eeuw weer herbouwd in bescheidener vorm. De schepen van deze hallenkerk werden in 1894-1895 voorzien van één extra travee en het koor werd vernieuwd, onder leiding van Omer Cockenpot. In 1890 stortte de spits naar beneden en deze werd herbouwd van 1897-1899 onder leiding van Adolphe van Moe.
De kerk werd beschadigd tijdens de Tweede Wereldoorlog om in 1960 weer in gebruik te worden genomen.

## Gebouw
Het betreft een driebeukige bakstenen laatgotische hallenkerk met zware voorgebouwde westtoren.

## Interieur
De kerk kent een 18e-eeuws koorgestoelte; twee 18e-eeuwse reliekhouders voor Sint-Lieven en Sint-Gillis; een 18e-eeuws hoofdaltaar en twee 18e-eeuwse zijaltaren, gewijd aan respectievelijk Onze-Lieve-Vrouw en Sint-Legiers; een 18e-eeuws marmeren doopvont; een preekstoel van 1775; een klok van 1700 waarop de dodendans is afgebeeld en die afkomstig is van de Abdij van Sint-Winoksbergen en een orgel van 1957.